# Eleanor Audley
Eleanor Audley (* 19. November 1905 in New York City, New York; als Eleanor Zellman; † 25. November 1991 in Los Angeles, Kalifornien) war eine US-amerikanische Schauspielerin und Sprecherin. Weltweit bekannt wurde sie als Sprecherin von Schurkenfiguren in Walt Disneys Filmen Cinderella und Dornröschen.

## Leben
Audley begann ihre Schauspielkarriere am Theater und gab 1926 ihr Broadway-Debüt in der Produktion Howdy, King. Bis 1944 trat sie in mindestens zehn Produktionen am Broadway auf. In den 1940er- und 1950er-Jahren wurde Audley zu einer häufig gebuchten Sprecherin in Radio-Hörspielserien. Sie war in den Hörspielserien Escape, Suspence und My Favorite Husband zu hören. Zum Film kam sie vergleichsweise spät, mit Mitte Vierzig: 1949 stand sie für das Gefängnisdrama Die Geschichte der Molly X zum ersten Mal vor der Kamera, wurde jedoch im Abspann nicht erwähnt.
Im Jahr 1950 verpflichteten die Walt Disney Studios Audley erstmals für einen ihrer Filme: in dem Klassiker Cinderella sprach sie Cinderellas böse Stiefmutter Lady Tremaine. Durch ihre kraftvolle Stimme meisterte Audley diese Arbeit hervorragend und wurde deshalb 1959 nochmals von Disney für das Sprechen einer weiblichen Schurkenrolle engagiert: In Dornröschen sprach sie die Böse Fee Malefiz. Diese Figur ist, was nicht zuletzt Audleys Stimme zu verdanken ist, bis heute eine sehr beliebte Disney-Figur. Teile der Aufnahmen Eleanor Audleys sind in jeder Sprachfassung vorhanden. Sowohl als Malefiz und als Lady Tremaine stand Audley den Disney-Zeichnern Modell. Zudem ist sie heute noch in der Attraktion Haunted Mansion als Madame Leota im Magic Kingdom zu hören. Ihre deutsche Stimmen waren Friedel Schuster (Cinderella) und Gisela Reißmann (Dornröschen).
Neben den Arbeit mit Disney stieg sie in den 1950er-Jahren auch in das Fernsehgeschäft ein und übernahm verschiedene Gastauftritte. In der in Deutschland in den 1960er-Jahren erfolgreichen Westernserie Pistolen und Petticoats (Originaltitel: Pistols ’n’ Petticoats) spielte Audley die Rolle der Mrs. Teaseley. Einem amerikanischen Fernsehpublikum wurde sie auch durch wiederkehrende Rollen in den Serien Meine drei Söhne und Green Acres bekannt, in letzterer verkörperte sie in 15 Folgen die Mutter des nur ein halbes Jahr jüngeren Schauspielers Eddie Albert. Audleys letzter Kinofilm war 1969 die Komödie Jerry, der Herzpatient an der Seite von Jerry Lewis, im darauffolgenden Jahr zog sie sich in den Ruhestand zurück. Insgesamt umfasst ihr filmisches Schaffen rund 125 Film- und Fernsehproduktionen zwischen 1949 und 1970.
Eleanor Audley erlag am 25. November 1991 im Alter von 86 Jahren einer Respiratorischen Insuffizienz. Sie ruht auf dem Mount Sinai Memorial Park Cemetery in Los Angeles.

## Filmografie (Auswahl)
- 1949: Die Geschichte der Molly X (The Story of Molly X)
- 1950: Cinderella (Sprechrolle)
- 1950: Der Haß ist blind (No Way Out)
- 1950: Endstation Mord (Gambling House)
- 1950: Frauengeheimnis (Three Secrets)
- 1952: Mit einem Lied im Herzen (With a Song in My Heart)
- 1955: König der Schauspieler (Prince of Players)
- 1955: Die Unbezähmbaren (Untamed)
- 1955: Ein Mann namens Peter (A Man Called Peter)
- 1955: Todeszelle 2455 (Cell 2455, Death Row)
- 1955: Meet Mr. McNutley (Fernsehserie, eine Folge)
- 1955: Was der Himmel erlaubt (All That Heaven Allows)
- 1956: In den Fängen des Teufels (The Unguarded Moment)
- 1956: Vater ist der Beste (Father Knows Best, Fernsehserie, 3 Folgen)
- 1957: Flammen über dem Silbersee (Spoilers of the Forest)
- 1957: I Love Lucy (Fernsehserie, 2 Folgen)
- 1957: Ein Herzschlag bis zur Ewigkeit (Jeanne Eagels)
- 1958: Die Stimme im Spiegel (Voice in the Mirror)
- 1958: Bevor die Nacht anbricht (Home Before Dark)
- 1958/1960: Perry Mason (Fernsehserie, 2 Folgen)
- 1959: Dornröschen (Sleeping Beauty, Sprechrolle)
- 1959: Geheimagent des FBI (The FBI Story)
- 1959: Die Sommerinsel (A Summer Place)
- 1960: Twilight Zone (The Twilight Zone, Fernsehserie, 1 Folge)
- 1960: Die Unbestechlichen (The Untouchables, Fernsehserie, 1 Folge)
- 1960: Peter Gunn (Fernsehserie, 1 Folge)
- 1960–1963: Have Gun – Will Travel (Fernsehserie, 3 Folgen)
- 1961: In angenehmer Gesellschaft (The Pleasure of His Company)
- 1961: Ein Stern im Westen (The Second Time Around)
- 1961–1963: The Dick Van Dyke Show (Fernsehserie, 4 Folgen)
- 1961/1965: Mr. Ed (Mister Ed, Fernsehserie, 2 Folgen)
- 1962: I Love My Doctor (Fernsehfilm)
- 1962–1964: The Beverly Hillbillies (Fernsehserie, 3 Folgen)
- 1963: Ach Liebling … nicht hier! (Wives and Lovers)
- 1963: Getrennte Betten (The Wheeler Dealers)
- 1964: Goldgräber-Molly (The Unsinkable Molly Brown)
- 1964: Prinzgemahl im Weißen Haus (Kisses for My President)
- 1965: Solo für O.N.C.E.L. (The Man from U.N.C.L.E., Fernsehserie, 1 Folge)
- 1965: Schweden – Nur der Liebe wegen (I’ll Take Sweden)
- 1965: Big Valley (The Big Valley, Fernsehserie, 1 Folge)
- 1965–1969: Green Acres (Fernsehserie, 15 Folgen)
- 1966–1967: Pistolen und Petticoats (Pistols ’n’ Petticoats, Fernsehserie, 4 Folgen)
- 1968: Wie klaut man ein Gemälde? (Never a Dull Moment)
- 1969: Jerry, der Herzpatient (Hook, Line & Sinker)
- 1969–1970: Meine drei Söhne (My Three Sons, Fernsehserie, 9 Folgen)